# RL 회로
RL 회로는 전기 회로 중 저항과 코일로 이루어진 회로이다.

## 교류 전압이 걸린 RL회로

RL 회로의 회로도

진동수가 {\displaystyle f}인 교류 전압이 흐르고 유도 인덕턴스가 {\displaystyle L}인 코일이 연결된 RL 회로의 유도 리액턴스 {\displaystyle X_{L}}는 다음과 같이 나타난다.
{\displaystyle X_{L}=2\pi fL}

## 같이 보기
- LC 회로
- RLC 회로
- 전기 회로